# Санский собор (около 670)
Санский собор — поместный собор, проведённый около 670 года.
На Санском соборе, проведённом около 670 года, по подсчётам Ф.-П. Гизо, присутствовало 34 епископа. Участники синода подтвердили привилегии монастыря Сен-Пьер Ле Вифф. О каких именно правах идёт речь, исторические источники не сообщают. По замечанию В. В. Солодовникова, скорее всего, эти привилегии были связаны с владением землёй.